# Новотитаровскаја
Новотитаровскаја (рус. Новотитаровская) насељено је место руралног типа (станица) на југозападу европског дела Руске Федерације. Налази се у централном делу Краснодарске покрајине и административно припада њеном Динском рејону.
Према подацима националне статистичке службе РФ за 2010, станица је имала 24.754 становника и једно је од највећих сеоских насеља у земљи.

## Географија
Станица Новотитаровскаја се налази у централном делу Краснодарске покрајине на неких 20 километара северно од покрајинског центра Краснодара, односно на око 16 км западно од рејонског центра, станице Динскаје. Село лежи у јужном делу Кубањско-приазовске степе на надморској висини од око 25 метара, на обе обале реке Понура.

## Историја
Село Новотитаровско основано је 1810. као једно од козачких насеља Кубањских Козака, а име је добила по локалном атаману Титарову.

## Демографија
Према подацима са пописа становништва 2010. у селу је живело 24.754 становника.
| 1959.  | 1979.  | 1989. | 2002.  | 2010.  |
| ------ | ------ | ----- | ------ | ------ |
| 10.307 | 17.149 | [ 1 ] | 22.341 | 24.754 |